# Oberleitungsbus Leeds
Der Oberleitungsbus Leeds (englisch Leeds Trolleybus System) war ein elektrisch betriebenes Transportmittel im Großraum der englischen Stadt Leeds in der Grafschaft Yorkshire. Das System bestand vom 20. Juni 1911 bis zum 26. Juli 1928 und wurde von Leeds Tramways betrieben. Noch vor dem kurze Zeit später eröffneten Netz in der Nachbarstadt Bradford bildet es das älteste Trolleybusnetz des Vereinigten Königreichs. Zeitweise existierten bis zu drei Strecken.
Im Juli 2012 genehmigte das UK Department of Transport das Projekt New Generation Transport (NGT), welches den Aufbau eines modernen O-Bussystems in Leeds als Alternative zu den 2005 eingestellten Planungen für eine Straßenbahn vorsah. Im Eröffnungsjahr wurden 7 bis 8 Millionen Fahrgäste angestrebt. Damit wäre es nach der Einstellung des Trolleybussystems der Nachbarstadt Bradford im Jahre 1972 wieder das erste O-Busnetz mit regulären Linienbetrieb in Großbritannien gewesen.

## Ehemaliges System (20. Jahrhundert)

### Eröffnung
Die erste von Leeds Tramways betriebene O-Strecke führte vom City Square über Lower Wortley und Farnley nach Moor Top.
Die Eröffnung fand am 20. Juni 1911 auf der Thrisk Row, einer Nebenstraße der Wellington Street, im Stadtzentrum statt. Für die erste Fahrt standen zwei O-Busse bereit die von Lord Mayor William Middlebrook und seinem Stellvertreter Frederick James Kitson gesteuert wurden. Die Fahrt führte hinaus nach Farnley, rund vier Meilen entfernt von Leeds, und zurück und dauerte 45 Minuten.
Für diese erste Linie standen vier Fahrzeuge mit Siemens-Motoren zur Verfügung, hergestellt von der Railless Electric Traction Company. Jeder Wagen konnte 28 Fahrgäste befördern. Bezahlt wurde beim Einstieg. Zur Unterscheidung mit den Straßenbahnen wurden die O-Busse als Trackless Cars bezeichnet. Der Trolleybus bildete eine Ergänzung zum Straßenbahnnetz und konzentrierte sich auf weniger stark frequentierte Strecken im ländlichen Raum.
Untergestellt wurden die auf der ersten Strecke eingesetzten Fahrzeuge in einem Depot an der Kirkstall Road.

### Netzausbau
1915 wurden zwei weitere Strecken eröffnet, die jedoch keine Verbindung zur bestehenden Linie hatten. Für sie wurde ein Depot in Guiseley errichtet, welches bis heute existiert. Auch die beiden neuen Strecken dienten dem Straßenbahnsystem als Zubringer.
Zum Zeitpunkt seiner größten Ausdehnung bestand das erste Trolleybussystem aus folgenden Strecken:
- Leeds ↔ Lower Wortley ↔ Farnley ↔ Moor Top (eröffnet am 20. Juni 1911)
- Guiseley ↔ Otley (eröffnet am 9. September 1915)
- Guiseley ↔ Burley-in-Wharfedale (eröffnet am 22. Oktober 1915)

### Stilllegung
Das System erwies sich jedoch nicht als sehr erfolgreich. Hinzu kamen immer wieder Unstimmigkeiten zwischen den am Betrieb beteiligten Parteien, sodass mit Aufkommen der Omnibusse mit Verbrennungsmotor bereits nach rund 17 Jahren das Ende der Oberleitungsbusse in Leeds nahte. Am 26. Juli 1928 wurde das System letztendlich eingestellt und später zurückgebaut.

## Geplantes System (21. Jahrhundert)

### Vorgesehene Strecke
Ursprünglich waren drei verschiedene Routen geplant, die den Norden, Süden und Osten von Leeds erschließen sollen, wobei an den Endstellen im Norden und Süden große Park-and-Ride-Plätze vorgesehen wurden:
- Nord: Leeds City Centre ↔ Bodington (Park & Ride mit bis zu 800 Parkplätzen)
- Süd: Leeds City Centre ↔ Stourton (Park & Ride mit bis zu 2200 Parkplätzen)
- Ost: Leeds City Centre ↔ St James’s Hospital

Im Stadtzentrum war eine Schleifenführung über die Straßen The Headrow, Eastgate, vorbei an der Leeds City Bus Station und dem Leeds Outdoor Market und weiter über York Street, New York Street, Call Lane, Duncan Street, Boar Lane, City Square und Park Row angedacht.
Die Nordstrecke sollte den Innenstadtring an der Ecke Park Row und The Headrow verlassen, die Südstrecke zweigt an der Kreuzung Boar Lane und Duncan Street in die Lower Briggate ab. In Richtung St. James’s Hospital würde die Strecke der York Street weiter aus dem Stadtzentrum heraus nach Osten folgen.

### Vorgesehene Fahrzeuge
Als Fahrzeuge waren einstöckige Gelenkzüge in Niederflurbauweise mit drei oder vier Einstiegen vorgesehen. Ein genauer Hersteller oder Fahrzeugtyp stand nicht fest.

### Planungsverlauf
Im Oktober 2009 wurde dem Department of Transport das NGT-Projekt als Major Scheme Business Case vorgelegt.
Im März 2010 bewilligte die Regierung das Vorhaben und erteilte den Planfeststellungsbeschluss. Für die Nordstrecke inklusive einer Verlängerung von Bodington nach Holt Park, für die Südstrecke nach Stourton sowie für den die beiden Abschnitte verbindenden westlichen Teil des Innenstadtrings wurde von der Regierung zudem eine finanzielle Förderung bewilligt, nicht jedoch für den östlichen Teil des Rings und die Strecke zum Krankenhaus.
Am 5. Juli 2012 genehmigte das Department of Transport den Bau der NGT-Strecke zwischen Holt Park und Stourton. Mit dem Bau kann nach Abschluss der notwendigen Voruntersuchungen begonnen werden. Läuft alles planmäßig könnte die Strecke 2020 eröffnet werden. 2016 wurde die Einstellung der Planungen beschlossen.